# هشت‌پای آب‌سنگ کارائیبی
هشت‌پای آب‌سنگ کارائیبی (نام علمی: Octopus briareus) نام یک گونه از راسته هشت‌پا است.